# C. R. Simha

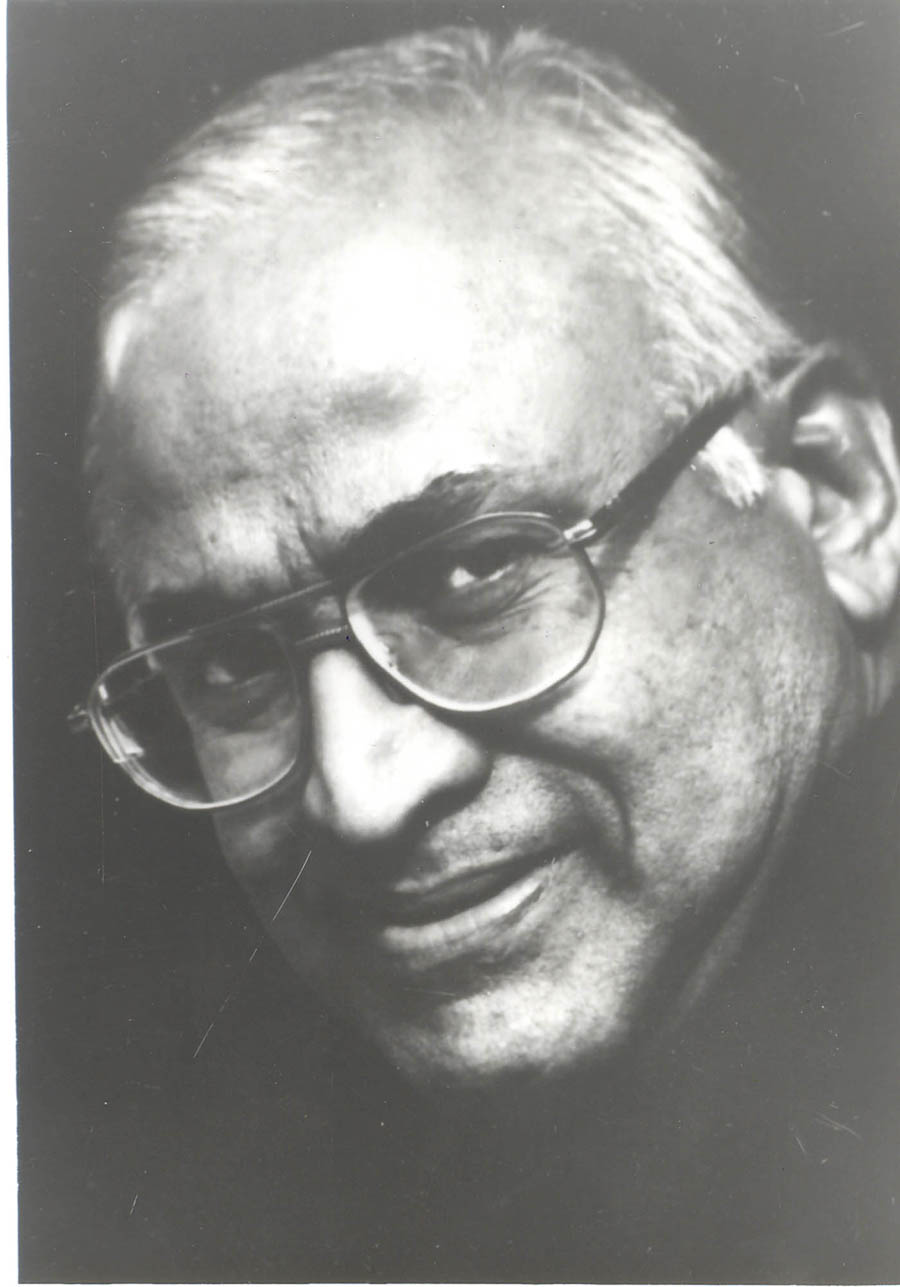

C. R. Simha (kannada: . . ಸಿ ಆರ್ ಸಿಂಹ ), su nombre real fue Channapatna Ramaswami Simha (kannada: ಚನ್ನಪಟ್ನ ರಾಮಸ್ವಾಮಿ ಸಿಂಹ ), fue un actor indio, director, dramaturgo y autor teatral. Fue conocido por su trabajo en películas de Kannada y por su trabajo en espectáculos teatrales. Comenzando su carrera en Prabhat Kalavidaru, un famoso grupo de teatro con sede en Bangalore, actuó en numerosas obras de teatro Kannada que alcanzó el estatus de culto. Comenzó su propia compañía de teatro llamada "Nataranga" en 1972 y dirigió muchas obras de éxito como Kakanakote, Thughlaq y Sankranthi.
Simha también dirigió y promulgó en la adaptación kannada de Shakespeare, El sueño de una noche de verano y Otelo. Estas obras encontraron una presentación generalizada en muchos estados de la India. Después de esto, dirigió y actuó en muchas obras de teatro en inglés escritas por personalidades eminentes como Molière, Bernard Shaw, Edward Albee y Neil Simon, entre otros. Además de teatro, Simha actuó en más de 150 largometrajes en kannada, que incluyen proyectos viables tanto artísticos como comerciales. También dirigió unos cinco largometrajes con la más prominente de su propia adaptación cinematográfica de Kaakana Kote.
Fue felicitado con muchos premios de prestigio en ambos campos del cine y el teatro. En 2003, fue galardonado con el prestigioso Premio Sangeet Natak Akademi por el Gobierno de la India que reconoce su contribución a la actuación y dirección de teatro. Falleció el 28 de febrero de 2014.